# Månsarp
För andra betydelser, se Månsarp (olika betydelser).
Månsarp är en ort i Jönköpings kommun och kyrkby i Månsarps socken. Månsarp är beläget i Tabergsåns dalgång, cirka 12 kilometer söder om centrala Jönköping, och är en del av tätorten Taberg. Månsarp hade 1 277 invånare 2008 och 392 invånare år 1970. Här finns även Månsarps kyrka.
I byn finns också en idrottsförening vid namn Månsarps IF. Klubben bedriver både fotboll och bandyverksamhet.

## Befolkningsutveckling
| Befolkningsutvecklingen i Månsarp 1950–1970                                          | Befolkningsutvecklingen i Månsarp 1950–1970 | Befolkningsutvecklingen i Månsarp 1950–1970 | Befolkningsutvecklingen i Månsarp 1950–1970 | Befolkningsutvecklingen i Månsarp 1950–1970 |
| ------------------------------------------------------------------------------------ | ------------------------------------------- | ------------------------------------------- | ------------------------------------------- | ------------------------------------------- |
|                                                                                      |                                             |                                             |                                             |                                             |
| År                                                                                   |                                             |                                             | Folkmängd                                   |                                             |
| 1950                                                                                 | 1950                                        |                                             | 305                                         | ##                                          |
| 1960                                                                                 | 1960                                        |                                             | 378                                         |                                             |
| 1965                                                                                 | 1965                                        |                                             | 331                                         |                                             |
| 1970                                                                                 | 1970                                        |                                             | 392                                         |                                             |
| Anm.: Sammanvuxen med Taberg 1975. ## Som tätort/befolkningsagglomeration 1920–1950. |                                             |                                             |                                             |                                             |

## Ortnamnets etymologi
Månsarps namn har under tiderna ändrats i båda leden. Liksom i andra ortnamn så går efterleden -arp tillbaka på ett tidigare -torp och förleden Måns- är en försvenskad form av namnet Magnus. Det tidigaste belägget för namnet är från 1376 då det skrevs "(i) Magnosathorpa sokn".

## Månsarps hyttområde
Månsarps hyttområde upplevde sin storhetstid på 1600-talet, då det ingick i Tabergs bergslag. På den tiden fanns två masugnar - Månsarps södra masugn och Renstorps masugn - och en stångjärnshammare för tillverkning av järn. Än idag pratas det mycket om storhetstiden och masugnarna i Månsarp. En myt som gått i folkmun talar om en masugn som byggdes redan på 1200-talet och har varit källan till visheten och anledningen till att de fina masugnarna kunde skapas under storhetstiden på 1600-talet. 
Hyttområdet var i bruk fram till 1886. I slutet av 1800-talet flyttades Renstorps masugn till Taberg. 1917-1918, under krigsårens råvarubrist, revs även Månsarps södra masugn. Den senare kan beskådas som en ruin, 13 gånger 13 meter stor och tre meter hög. Masugnstypen har varit en så kallad Mulltimmershytta, det vill säga den övre delen var utvändigt klädd i timmer.

## Bilder

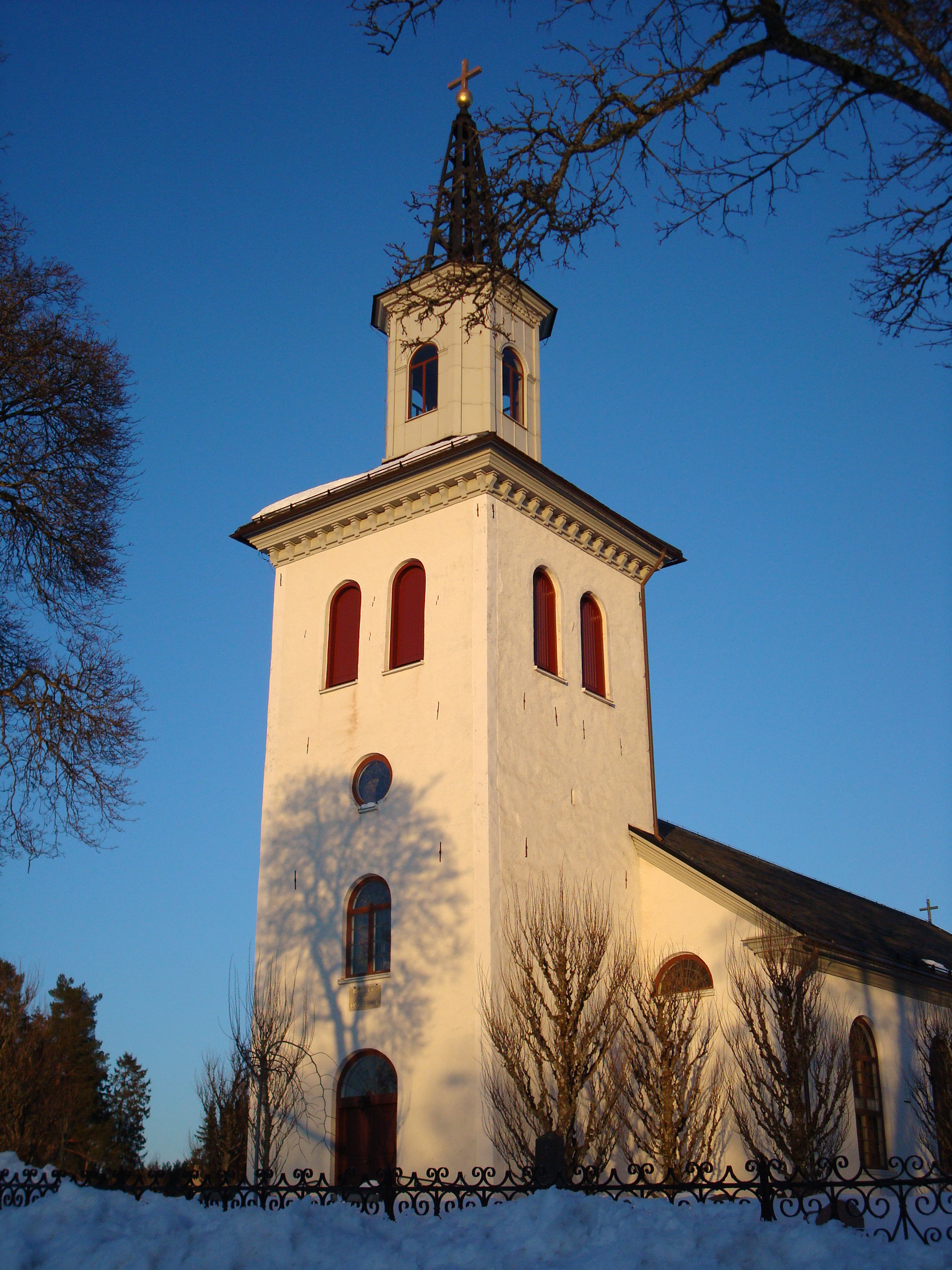
Månsarps kyrka i mars 2010
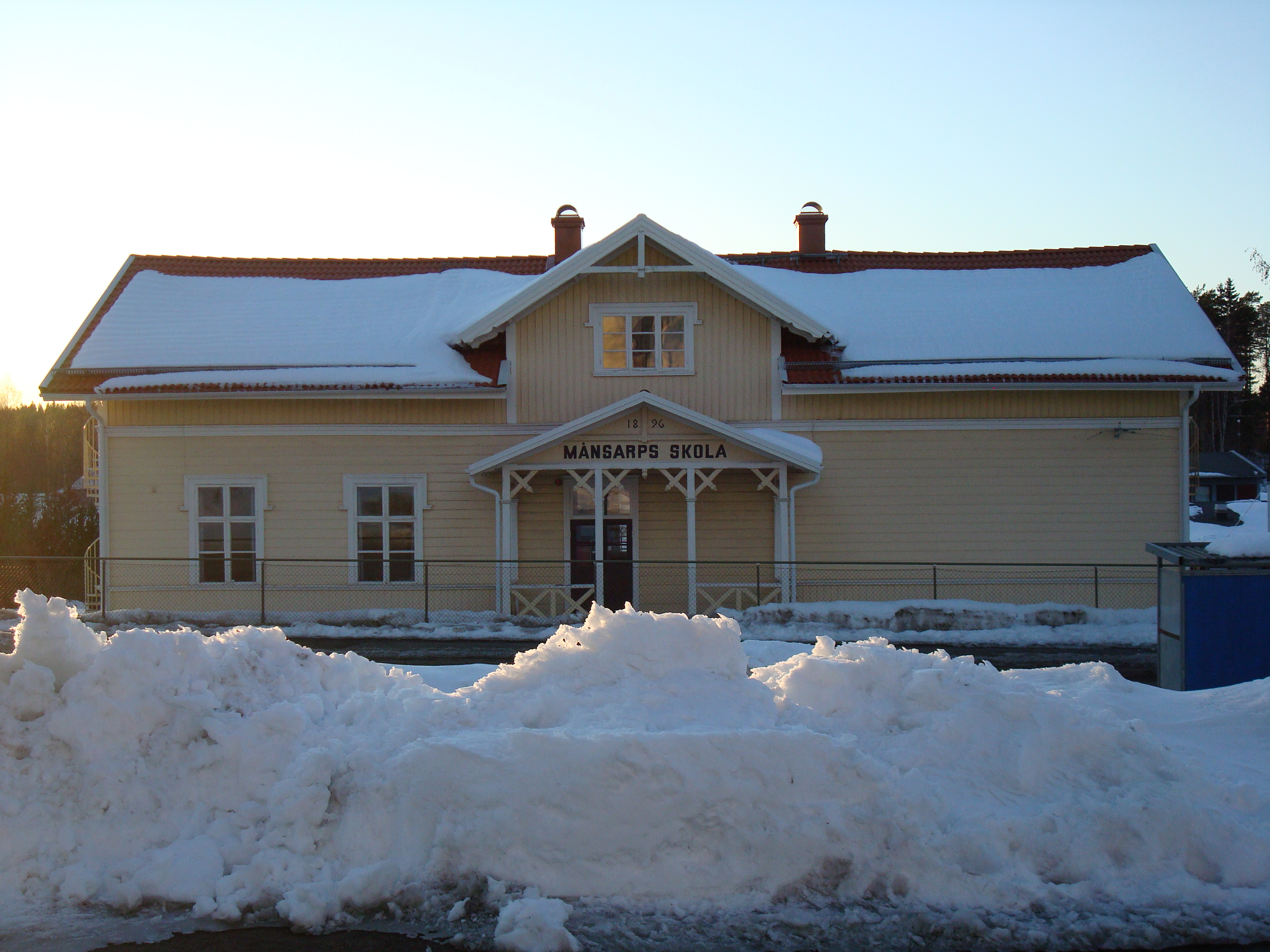
Månsarps skolbyggnad, byggd 1896
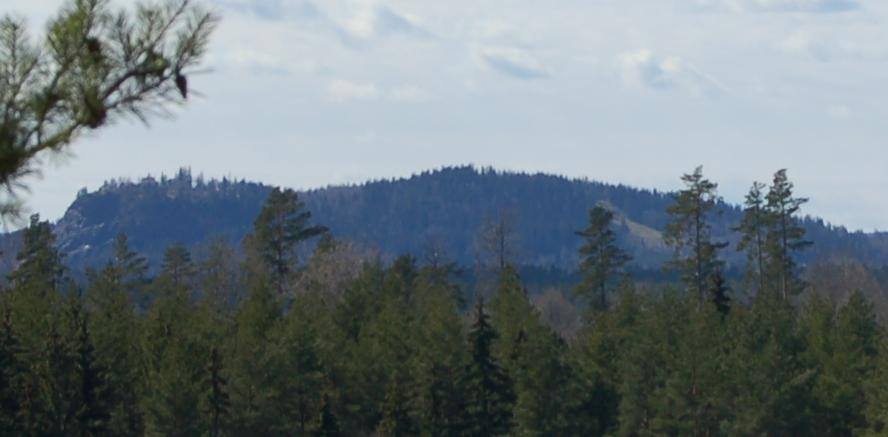
Taberg

## Fotnoter
1. ↑  Folk- och bostadsräkningen 1970, Del 2. Befolkning i tätorter, SCB, 1972, ISBN 978-91-38-00044-1, läs online.[källa från Wikidata]
2. ↑  Befolkning i tätorter 1960-2010, SCB, läs online, läst: 21 september 2013.[källa från Wikidata]
3. ↑  Kodnyckel för SCB:s statistiska tätorter och småorter - Koppling mellan gammalt och nytt kodsystem, SCB, 11 november 2021, läs online.[källa från Wikidata]
4. ↑   (PDF) Folkräkningen den 31 december 1950, I, Areal och folkmängd inom särskilda förvaltningsområden m.m., Tätorter. Stockholm: Statistiska centralbyrån. 1952-05-19. sid. 196. Arkiverad från originalet den 1 oktober 2014. https://www.webcitation.org/6T09ZkyrB?url=http://www.scb.se/Grupp/Hitta_statistik/Historisk_statistik/_Dokument/SOS/Folkrakningen_1950_1.pdf. Läst 9 oktober 2014 Arkiverad 29 oktober 2013 hämtat från the Wayback Machine.
5. ↑  ”Statistiska centralbyrån - Folkmängd i tätorter 1960-2005”. Arkiverad från originalet den 23 juni 2011. https://www.webcitation.org/5zewoamwt?url=http://www.scb.se/statistik/MI/MI0810/2005A01x/MI0810_2005A01x_SM_MI38SM0703.pdf. Läst 8 februari 2012.
6. ↑  Mats Wahlberg, red. Svenskt ortnamnslexikon. Uppsala: Institutet för språk och folkminnen. sid. 228
7. ↑  ”Länsstyrelsen i Jönköpings läns webbplats”. Arkiverad från originalet den 7 april 2014. https://web.archive.org/web/20140407160902/http://www.lansstyrelsen.se/jonkoping/Sv/samhallsplanering-och-kulturmiljo/arkeologi-och-fornlamningar/Pages/mansarps_sodra_masugn.aspx. Läst 12 september 2011.
8. ↑  112:1, Riksantikvarieämbetet.